# Unione sacerdotale Marcel Lefebvre
L'Unione Sacerdotale Marcel Lefebvre (USML) è un sodalizio di sacerdoti cattolici tradizionalisti (più precisamente, un priorato per sacerdoti, religiosi e laici); ovvero, un'organizzazione integralista cattolica all'interno dell’arcipelago della cosiddetta “resistenza” cattolica tradizionalista, attualmente in una situazione di dissidio con le autorità della Santa Sede, da cui non è giuridicamente riconosciuta con uno status ufficiale. L'unione sacerdotale è stata fondata il 15 luglio del 2014 dai lefebvriani scissionisti fuoriusciti dalla Fraternità sacerdotale San Pio X (FSSPX) guidati dal Vescovo Richard Williamson, in rotta di collisione con la stessa FSSPX.

## Storia
In forte contrapposizione al vescovo Bernard Fellay, il quale sarebbe voluto arrivare ad un accordo canonico con il papa, diversi sacerdoti appartenenti alla Fraternità sacerdotale San Pio X si riunirono a Avrillé in Francia nel luglio 2014 intorno al vescovo Richard Williamson e diedero vita a questa nuova unione nata da tutti ex-membri della FSSPX. I sacerdoti riuniti nell'Unione Sacerdotale Marcel Lefebvre rappresentano attualmente una delle ali più estreme dei tradizionalisti cattolici, i cosiddetti resistenti: in quanto contrari alla proposta di un (eventuale) accordo canonico, cercato a suo tempo dal vescovo Bernard Fellay con il Vaticano. Anch'essi, come i sacerdoti della FSSPX, sono profondamente contrari al modernismo e all'ecumenismo. Si tratta di una unione di tradizionalisti cattolici, tra cui circa un centinaio di sacerdoti e alcuni vescovi, che mirano a riunire tutti quei sacerdoti secolari che sostengono di essere autenticamente i veri eredi del pensiero dell'arcivescovo, monsignor Marcel Lefebvre, e che sostengono come loro patrono, San Pio X. 
Il 19 marzo 2015 a Nova Friburgo in Brasile in un monastero benedettino Williamson ordinò vescovo Jean-Michel Faure senza mandato pontificio. Il vescovo Jean-Michel Faure torna in Francia e apre il seminario USML sotto il patrocinio di San Luigi Maria Grignion de Montfort e del beato Noël Pinot.